# امپیتانا
امپیتانا (به لاتین: Ampitana) یک سکونتگاه مسکونی در ماداگاسکار است که در هائوته ماتسیاترا واقع شده‌است.

## خصوصیات
امپیتانا ۱۰٬۰۰۰ نفر جمعیت دارد و ۱٬۱۸۹ متر بالاتر از سطح دریا واقع شده‌است.